# 咸古神社
咸古神社（こんくじんじゃ、通称：かんくじんじゃ）は、大阪府富田林市龍泉にある神社。式内社で、旧社格は村社。嶽山（龍泉寺山）中腹にある龍泉寺の北側にあり、江戸時代までは龍泉寺の鎮守社であった。

## 祭神
神八井耳命を主祭神とし、天太玉命を合せ祀る。江戸時代までは龍泉寺の鎮守として、当地の地主神である牛頭天王を祀った。
『河内名所図絵』に見られるように、江戸時代以降、咸古神社は龍泉寺の牛頭天王社に比定されるようになった。明治時代の神仏分離に際して龍泉寺より独立した。明治時代初頭の『特選神名牒』において、祭神を俗に進乃男神と言うが八坂大明神と称されるもののため信じがたいとして、紺口県（こむくのあがた）が当地付近一帯に比定されることから、『新撰姓氏録』を引き、紺口県主の祖先神である神八井耳命に改められた。
祭神についてはその他諸説がある。『郷土史の研究』『郷土地誌』は、祭神を神八井耳命とし、配神を天児屋根命とする。『大阪府誌』は、天児屋根命を祀るとする。
天太玉命は1909年（明治42年）に富田林市甘南備から合祀した式内・咸古佐備神社の祭神である。咸古佐備神社の祭神についても諸説あり、『特選神名牒』は天太玉命とするが、『富田林市史』は別に神挟日命、紺口県主祖神（神八井耳命）、佐味氏祖（豊城入彦命）をあげる。

## 歴史
隣接する龍泉寺の寺伝によれば、かつてここ嶽山の中腹にある池（現・龍泉寺庭園）には悪龍が住んでいたという。そして、悪龍は付近の里人に害を与えていたという。そこで、推古天皇2年（594年）に蘇我馬子が勅命を受けてこの地に来、修法を行うと悪龍は天に逃げ去っていった。こうして馬子は龍泉寺を建立したとされている。しばらく後、悪龍の報復により境内の池と麓の水脈が枯れてしまったと伝えられる。
そこで、弘仁14年（823年）1月8日に空海（弘法大師）がこの地を訪れて、祈祷によって雨水を得て境内の池には水が湛えられ、この時池の中に3つの小島ができたとされる。空海はこの島に小さな社を建て、聖天、弁才天、叱天を祀り、鎮守社に牛頭天王を祀ったという。これが当社の始まりであるという。
また、当地付近一帯に比定される紺口県を治めていた紺口県主が、自らの祖先である神八井耳命を祀った社を龍泉寺が鎮守社として取り込んだものともいう。
南北朝時代になると、楠木正成が嶽山の山頂に龍泉寺城（嶽山城）を築いた。このことにより、南北朝の争乱で龍泉寺と当社は巻き込まれ仁王門を除いて多くの宝物とともに堂塔伽藍は焼失した。その後再建されるが、長禄4年（1460年）12月から畠山義就が嶽山城に籠城し、畠山政長と嶽山城の戦いを始めたので、再び被害を受けた。『多聞院日記』によると永正4年（1507年）には畠山義英が籠城したことで「嶽山之麓毎日大焼」となっている。
江戸時代になって龍泉寺が復興すると同時に当社も再建された。
明治の神仏分離により牛頭天王を祀る当社は龍泉寺より独立し、式内・咸古神社に比定されると祭神を神八井耳命に改めた。次いで、1872年（明治5年）に村社に列せられている。
1909年（明治42年）12月2日、現・富田林市甘南備の産土神であった式内・成古佐備神社を合祀している。
1915年（大正4年）8月、神饌幣帛料供進社に指定された。

## 龍泉寺縁起による記載
牛頭天王社の由緒は、龍泉寺の寺伝である「龍泉寺縁起」に述べられている。
嶽山の麓をたまたま通りかかった弘法大師が、喉が渇き村の老人に水を乞うたところ、鉢を灌ぐに足らない水しか得られなかった。大師が理由を聞くと、老人は古の伝説を語り、「しばらくこの地に止まり霊地を起こせ。そうすれば余もまた汝の願い助けん」と言った。何者かを尋ねると、「我はこの地の地主牛頭天王である。汝が来ること待つこと久し」と言い、忽然と姿を消した。
大師が山をかき分け、奇雲が残るところにたどり着くと、仙境のような土地に枯れ果てた池があった。加持祈祷を行うこと10日、夜に雨が滝のごとく降り、龍王の再来と叫ぶ大声が三度聞こえた。夜が明けると、池は水を湛え、水中に龍穴が見えた。池には3つの島ができていた。
忽然と樵夫が現れ、茅3束を大師に献じた。大師はその茅をもって、3島に弁財天・吒天・聖天の神祠を建てた。樵夫が告げて言うには、後方の小高いところが醫王善逝（薬師如来）の旧跡であるとのことであった。30歩ほどのところまで行くと、石垣と鳥居があった。樵夫はこれがここの地主であると言い、去っていった。
大師はすぐに勧請して、永く当地の鎮守とした。これが今の咸古神社である。

## 境内
- 本殿
- 幣殿
- 拝殿
- 神門